# Donnery

Donnery este o comună în departamentul Loiret din centrul Franței. În 2009 avea o populație de 2462 de locuitori.